# Empidonax albigularis
Empidonax albigularis là một loài chim trong họ Tyrannidae.